# 베어드뒤쥐
베어드뒤쥐(Sorex bairdi)는 땃쥐과에 속하는 포유류의 일종이다. 미국 오리건주 북서 지역의 토착종이다.

## 아종
베어드뒤쥐는 2개 아종을 포함하고 있다.
- Sorex bairdi bairdi, (Merriam, 1895)
- Sorex bairdi permiliensis, (Jackson, 1918)